# Jadrien Steele
Jadrien Ford Steele (New York, 22 novembre 1974) è un attore statunitense.

## Biografia
Laureato con lode a Princeton, ottenne un master in Cinematografia alla California University.
È figlio di due newyorkesi, Walanne e Jerry Steele (lei una broker, lui un accademico).
Ottenne un discreto successo interpretando uno dei Ryan nella serie tv omonima I Ryan (quando aveva soltanto dieci anni). Ma il ruolo a renderlo celebre fu quello di Jerry Fox in Mosquito Coast, a fianco di Harrison Ford e River Phoenix. È sposato con Sarah Elizabeth Bagley dal 2009.

## Filmografia

### Attore

#### Cinema
- Mosquito Coast, regia di Peter Weir (1986)
- Approaching Union Square, (2006)
- Just Make Believe, (2008)

#### Televisione
- I Ryan (Ryan's Hope) – serie TV, 188 episodi (1975-1984)
- La famiglia Hogan (The Hogan Family) – serie TV, 1 episodio (1986)
- Le nuove avventure di Guglielmo Tell (Crossbow) – serie TV, 1 episodio (1987)
- The secret garden – film TV (1987)
- American Playhouse – serie TV, 1 episodio (1988)
- A Father's Homecoming (1988)

### Regista e Sceneggiatore
- Silent Mercury (2001)
- Just Make Believe, (2008)
- Winter Fugue (2010)

## Scrittore
- The Taker, (sotto pseudonimo di J. M. Steele)
- The Market, (sotto pseudonimo di J. M. Steele[2])

## Doppiatori italiani
Nelle versioni in italiano delle opere in cui ha recitato, Jadrien Steele è stato doppiato da:
- Orlando Mezzabotta ne I Ryan
- Massimiliano Sanna in Mosquito Coast